# نیما پروینی
نیما پروینی (انگلیسی: Neema Parvini) یک نویسنده، یوتیوبر و دانشگاهی انگلیسی-ایرانی است. او در حال حاضر عضو ارشد مرکز مطالعات 
هترودوکسی در دانشگاه باکینگهام است.
همچنین او از جمله پژوهشگران شناخته شده آثار شکسپیر است و در ریچموند، دانشگاه بین المللی آمریکایی در لندن، دانشگاه برونل لندن و دانشگاه ساری خدمت کرده است.